# Рабат (газета)
«Раба́т» — областная русскоязычная еженедельная общественная газета, издаваемая со 2 ноября 2001 года в городе Шымкенте Южно-Казахстанской области. «Раба́т» основал известный казахстанский журналист Максим Ерохин, возглавлявший газету с 2001 по 2003 года. Содержит рекламу. В качестве обязательного приложения к ней ранее прилагалась также газета «АРНА-ТВ» (программа передач ТВ на неделю).
В каждом выпуске затрагиваются те или иные проблемы шымкентцев и жителей области. Местная информация разбавлена международными и республиканскими новостями, взятыми из Интернета и других СМИ. Помимо новостей в газете печатается разносторонняя информация справочного характера, а также проводятся различные конкурсы. У газеты имеется своя горячая линия, которая позволяет горожанам обратиться с любым проблемным вопросом и получить ответ, а зачастую и действенную помощь.
Газета является одним из инициаторов и участников движения СВО{ё} — суть деятельности которой является продвижение и популяризация продукции производителей из Казахстана и, в частности, Южно-Казахстанской области.
Информация максимально объективная и полностью соответствует девизу газеты — «Народ имеет право знать!».
2 ноября 2011 года газета отметила свой десятилетний юбилей. Количество её подписчиков и постоянных читателей ежегодно увеличивается. Этому способствует также еженедельный анонс газеты на телеканале «Отырар-TV», который как и газета «Рабат» имеет один и тот же адрес и руководство.

## Разделы
- Мир новостей
- Тема
- Деловой партнёр
- Ваши 36,6
- и другие